# Kakadu molucký
Kakadu molucký (Cacatua moluccensis) je velký papoušek z čeledi kakaduovitých, který se endemicky vyskytuje na Moluckých ostrovech. Vzhledem k úbytku životního prostředí a nelegálnímu odchytu je ve volné přírodě ohrožen na stupni zranitelný (VU) a je zařazen na seznam CITES.

## Systematika
Druh formálně popsal německý přírodovědec Johann Friedrich Gmelin v roce 1788 v rozšířené a revidované verzi Linného Systema Naturae. Gmelin popsaný druh zařadil do rodu Psittacus a vytvořil binomické jméno Psittacus moluccensis. Druhové jméno moluccensis v překladu znamená molucký.
Nejsou rozeznávány žádné poddruhy. Kakadu molucký se řadí do rodu Cacatua, který vytyčil Louis Pierre Vieillot v roce 1817.

## Výskyt
Kakadu molucký se endemicky vyskytuje na Jižních Moluckých ostrovech ve východní Indonésii, konkrétně na ostrovech Seram, Ambon, Saparua a Haruku. Drtivá většina jedinců se nalézá na ostrově Seram. Na Ambonu je přítomna jen lokální zbytková populace a z ostrovů Saparua a Haruku byl kakadu molucký patrně již zcela vyhuben. Jedná se o papouška nížinatého pralesa, nejčastěji se vyskytuje do 200 m n. m., může však vystoupat až do 1000 m n. m.
Podle terénního výzkumu z roku 1998 byla průměrná hustota výskytu kakadua moluckého 7,9 ptáků / km² (rozptyl 0,93–17,25 ptáků / km²). Výskyt ptáků byl spojován s přítomností vhodných stromů pro hnízdění a s fíkovníky. Výrazně vyšší hustota výskytu byla zaznamenána v primárním lese (8,3 ± 5,3 jedinců / km²) oproti sekundárního (1,9±1,8 jedinců / km²).
Celková populace druhu se odhaduje v širokém rozptylu 10–100 tisíc jedinců.

## Popis

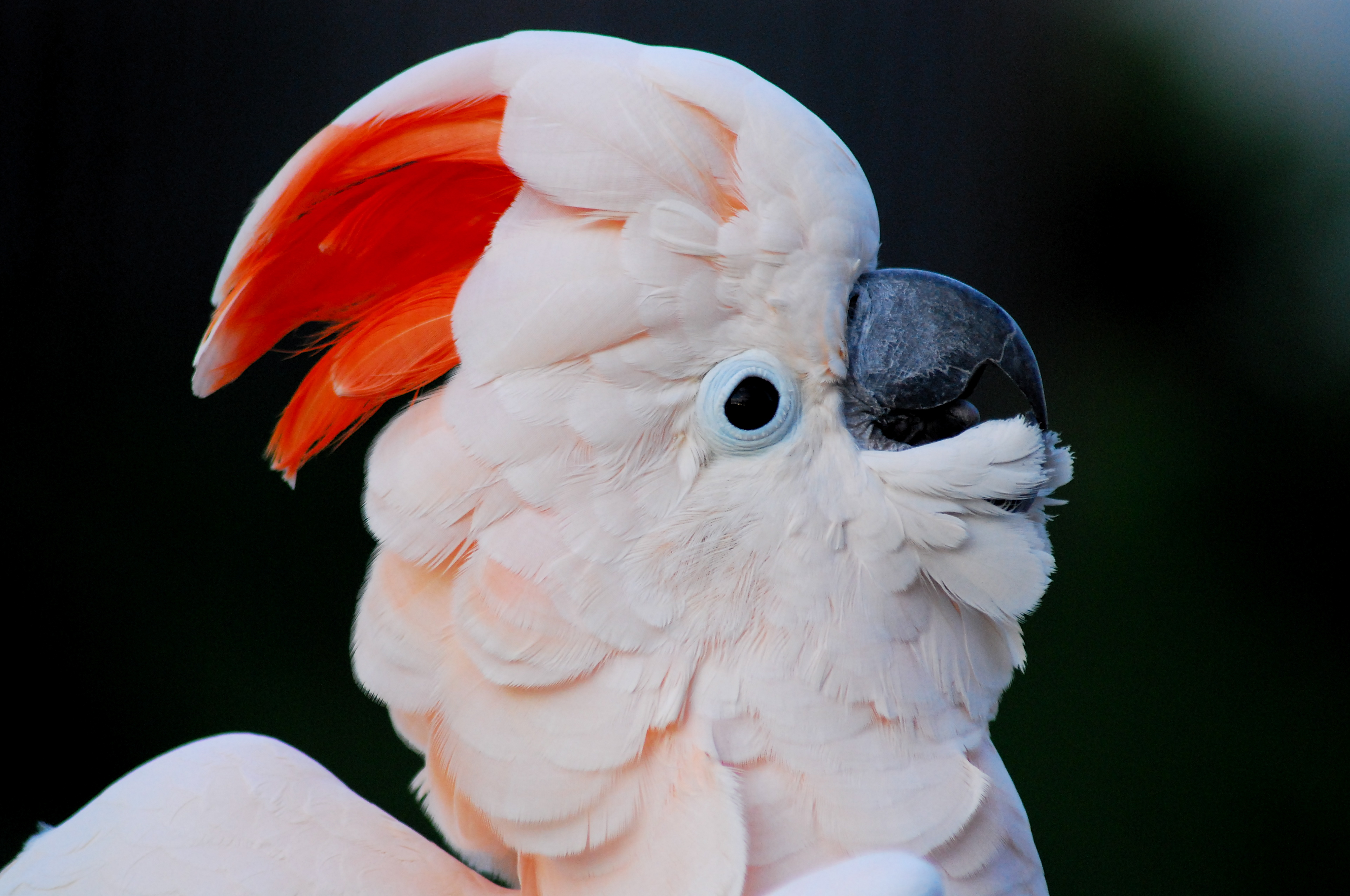
Detail hlavy s chocholkou

Délka těla dosahuje kolem 40–50 cm. Většina opeření je světlounce lososová. Na hrudi a na spodní straně krovek je lososovitá výrazně tmavší. Loketní letky jsou nezvykle dlouhé. Na vrcholu hlavy je umístěna široká, dlouhá, dozadu stočená chocholka, která je v klidovém stavu takřka nepozorovatelná, avšak při ztopoření vyniká její tmavě růžové peří. Ocas je zespoda místy nažloutlý a narůžovělý. Zobák je černošedý, nohy šedé. Duhovky jsou černé, širokýoční kroužek světle modrobílý.

## Biologie
Hlasový projev kakadua moluckého je velmi hlasitý a výrazný. Vydává mj. pronikavý jekot nebo velmi hlasité kvílivé íarrš, které lze zaslechnout na délku i jednoho kilometru. K vokálním projevům dochází během letu i z bidla z korun stromů. Kakadu molucký se hlasitě projevuje hlavně z rána při pohybu lesem, zatímco uprostřed parných dní je většinou tichý. Díky hlasitým projevům je kakadua moluckého relativně snadné vystopovat v divoké přírodě. Jedná se jinak o plachého papouška, který při přiblížení člověka hned odlétá jinam.

### Potrava

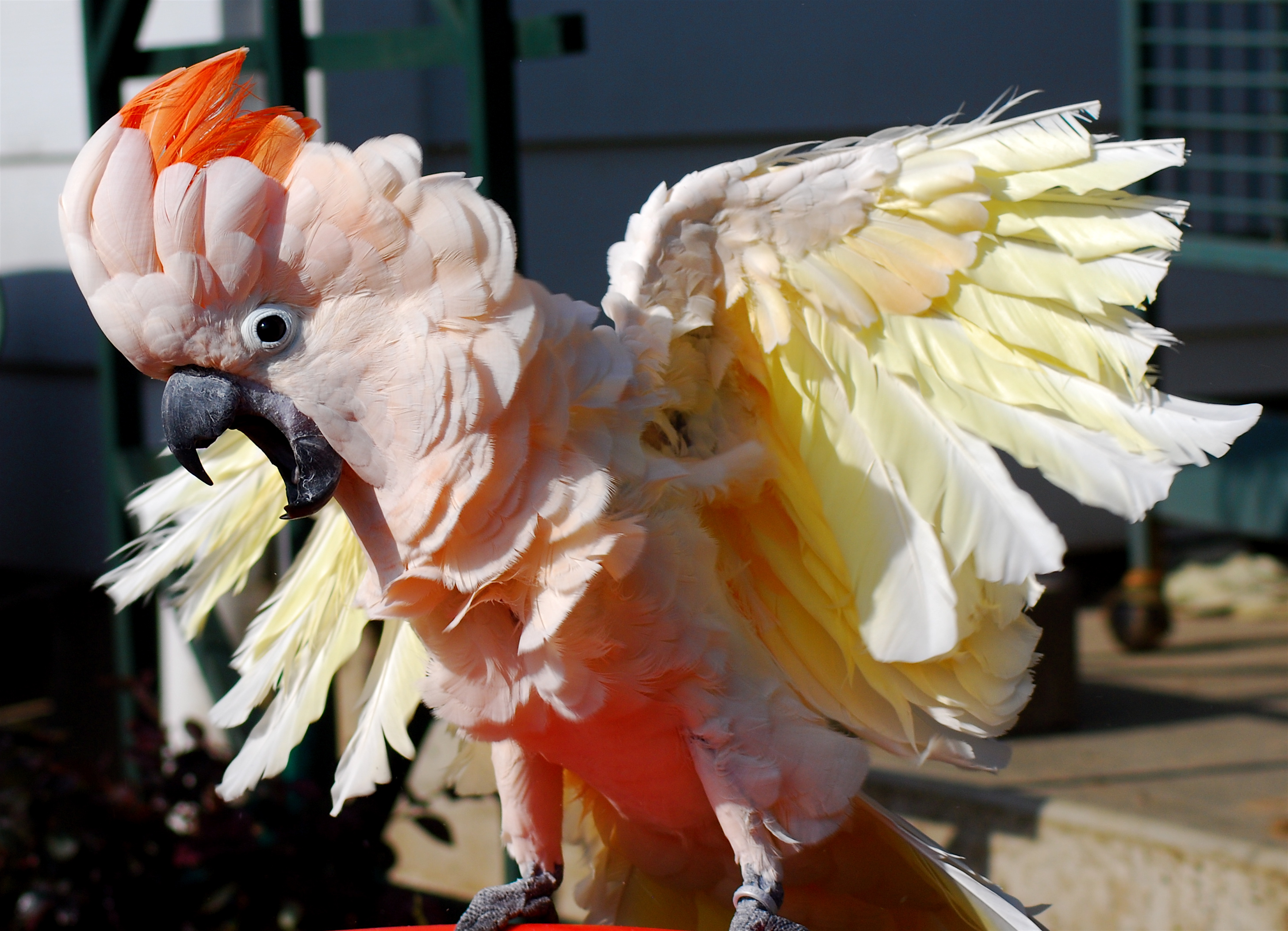
Kakadu molucký s roztaženými křídly

Živí se převážně rostlinnou potravou, jako jsou semena a ovoce (včetně kokosovníků ořechoplodých), nepohrdne ani hmyzem a larvami. K zahnízdění dochází nejčastěji v červenci a srpnu. Dvojice kakaduů v době námluv často ztopořuje své chocholky, hlasitě volá, láme větvičky a popolétává kolem. Hnízdí ve vysoce umístěných dutinách vyspělých stromů. Samice klade 2–3 vejce na dno dutiny vystlané dřevěnými pilinami. Inkubují oba partneři po dobu kolem 28 dní. Ptáčata se rodí obalena žlutým prachem. Z hnízda vylétávají v říjnu. Pohlavní dospělosti dosahují ve věku kolem 4–5 let.

## Vztah k lidem

### Ohrožení
Kakadu molucký patří k oblíbeným chovným ptákům, což společně s pokračujícím kácením lesů zavinilo rapidní populační úbytek druhu ve volné přírodě. Jen mezi lety 1981–1990 došlo k exportu kolem 74 509 kakaduů moluckých z Indonésie na mezinárodní trhy. V 90. letech se sice export prakticky zastavil, nicméně odchyt ptáků z volné přírody pokračuje dodnes, a to hlavně pro indonéské chovatele. Podle odhadů z roku 2004 dochází k odchytu pro chov kolem 4000 kakaduů moluckých ročně. V minulosti byl druh navíc pronásledován farmáři na kokosových plantážích, kde byl považován za škůdce. Do budoucna se předpokládá, že úbytek druhu ještě nebude na síle a papoušek se tak může ocitnou na vyšším stupni ohrožení.

### Chov
Jedná se o často chovaného ptáka. V Česku chová kakadu molucké ZOO Tábor nebo ZOO Ústí nad Labem.